# Obóz NKWD na Majdanku
Obóz filtracyjny NKWD na lubelskim Majdanku – KL Lublin, zwany potocznie Majdankiem, został zajęty 23 lipca 1944 roku przez 2 Gwardyjską Armię Pancerną generała pułkownika Siemiona Bogdanowa oraz 28 Korpus Piechoty generała pułkownika Wasilija Czujkowa. W obozie, po ewakuacji, pozostało około 1000 więźniów, nad którymi opiekę roztoczył lubelski Polski Czerwony Krzyż. Na terenie Majdanka Sowieci natychmiast utworzyli obóz filtracyjny NKWD dla żołnierzy Armii Krajowej i Narodowych Sił Zbrojnych, wykorzystując w tym celu infrastrukturę nazistowską.

19 sierpnia 1944 sztab lubelskiego okręgu AK przekazywał do Rządu w Londynie: 

Masowe aresztowania żołnierzy AK dokonywane są na całym terenie okręgu przez NKWD i tolerowane przez PKWN. (...) Aresztowanych osadza się na Majdanku (...) Straty ponoszone przez Naród i AK nie są mniejsze niż podczas okupacji niemieckiej. Traktowanie – niejednokrotnie stosuje się bicie. Płacimy już nawet krwią. W obozie NKWD zostali osadzeni oficerowie z Komendy Armii Krajowej Lublin i innych obwodów, 3 Dywizji Piechoty AK, 27 Wołyńskiej DP, 30 DP spieszącej na pomoc walczącej Warszawie.

23 sierpnia 1944 w nocy 250 oficerów i podoficerów więzionych na Majdanku przewieziono na stację towarową Lublin Tatary, umieszczono w zadrutowanych wagonach i wywieziono na Wschód, m.in. do obozów w Riazaniu, Diagilewie, Griazowcu, Czerepowcu i Skopinie.